# True Detective
True Detective is een Amerikaanse televisieserie. De serie werd voor het eerst uitgezonden door de televisiezender HBO in januari 2014. Het is een anthologieserie waarbij in elk seizoen een andere zaak wordt belicht en andere acteurs acteren.

## Seizoen 1
Het eerste seizoen van True Detective volgt rechercheurs Rust Cohle en Martin Hart tijdens een 17 jaar durende klopjacht naar de dader van een bizarre moord in Louisiana uit 1995.

### Rolverdeling
- Matthew McConaughey als rechercheur Rustin "Rust" Cohle
- Woody Harrelson als rechercheur Martin Hart
- Michael Potts als rechercheur Maynard Gilbough
- Tory Kittles als rechercheur Thomas Papania
- Michelle Monaghan als Maggie Hart
- Madison Wolfe als Audrey Hart (1995)
- Meghan Wolfe als Maisie Hart (1995)
- Erin Moriarty als Audrey Hart (2002)
- Brighton Sharbino als Maisie Hart (2002)
- Kevin Dunn als hoofdinspecteur Ken Quesada (1995)
- Paul Ben-Victor als hoofdinspecteur Leroy Salter (2002)
- Alexandra Daddario als Lisa Tragnetti
- Dana Gourrier als Cathleen
- Michael Harney als Steve Geraci
- Brad Carter als Charlie Lange
- Charles Halford als Reggie Ledoux
- Joseph Sikora als Ginger
- Ólafur Darri Ólafsson als Dewall Ledoux
- Jay O. Sanders als Billy Lee Tuttle
- Shea Whigham als Joel Theriot
- Elizabeth Reaser als Laurie Spencer
- Glenn Fleshler als Errol Childress
- Ann Dowd als Betty Childress

### Afleveringen
| Nr. | # | Titel                       | Regisseur          | Schrijver(s)   | Datum uitzending |
| --- | - | --------------------------- | ------------------ | -------------- | ---------------- |
| 1 | 1 | The Long Bright Dark        | Cary Joji Fukunaga | Nic Pizzolatto | 12 januari 2014  |
| Louisiana, 1995. Rechercheurs Martin Hart en Rustin Cohle onderzoeken de rituele moord op voormalig prostituee Dora Kelly Lange, die gevonden werd met een symbool op haar rug geschilderd, een kroon van hertengewei dragend, geblinddoekt en al biddend voor een boom. Een traliewerkje bestaand uit twijgen, zoals een vogelval, wordt gevonden bij haar lichaam. Cohle is ervan overtuigd dat het niet het eerste slachtoffer is van de moordenaar, maar Hart is sceptisch. Hun onderzoek leidt naar de zaak Marie Fontenot, een klein meisje wier verdwijning vijf jaar eerder nooit werd onderzocht. Een ander verslag wordt gevonden van een kind dat beweerde achtervolgd te worden in de bossen door "een spaghetti-monster met groene oren". Hart nodigt Cohle uit voor het eten, niet wetend dat het de verjaardag is van Cohles overleden dochter. Cohle aanvaardt met tegenzin, maar komt dronken aan aangezien hij een alcoholprobleem heeft. Hart en Cohle onderzoeken het verdwijnen van Fontenot met een bezoek aan Maries oom Danny. In een vervallen speelhut vindt Cohle een twijgen traliewerk. Zeventien jaar later worden Cohle en Hart vijf dagen lang apart verhoord over Dora Kelly Lange, door rechercheurs Thomas Papania en Maynard Gilbough. Hart en Cohle hebben elkaar niet gesproken sinds 2002. Cohle krijgt een foto van een ander meisje dat is vermoord zoals Lange onder zijn neus geduwd. Papania en Gilbough willen weten hoe de moordenaar opnieuw kon toeslaan aangezien hij gevonden werd in 1995. |   |                             |                    |                |                  |
| 2 | 2 | Seeing Things               | Cary Joji Fukunaga | Nic Pizzolatto | 19 januari 2014  |
| In 1995 onderzoeken Cohle en Hart de moord op Dora Lange verder. Ze komen te weten dat ze vaak een kerk bezocht voor haar verdwijning. Cohle ontdekt dat Hart zijn vrouw Maggie bedriegt met Lisa Tragnetti, wat leidt tot spanning tussen de twee rechercheurs. Cohle heeft ook last van hallucinogene bijwerkingen door zijn druggebruik en is minachtend tegenover dominee Billy Lee Tuttle. Deze lobbyt om een speciale eenheid op te richten die zich richt op anti-Christelijke misdaden om het onderzoek te ondersteunen. Wanneer Cohle drugs koopt van een jonge prostituee, wordt hij verwezen naar een trailerpark met weggelopen meisjes. De inspecteurs vinden Langes dagboek en ontdekken zo de locatie van de kerk, die werd verwoest in een brand. Ze ontdekken ook dat Lange onder invloed stond van een man die ze de Gele Koning noemde. Wanneer ze de ruïne van de kerk onderzoeken, vinden ze een tekening van een vrouw met een kroon van hertengewei die op de muur geschilderd werd. Zeventien jaar later zetten Papania en Gilbough hun interviews met Hart en Cohle voort. Hart is gescheiden, Cohle vertrouwt hen toe dat zijn dochter omkwam in een ongeval, wat leidde tot het instorten van zijn huwelijk en het begin van zijn drugsverslaving. Om vervolging om zijn moord op een methgebruiker die zijn eigen dochter injecteerde met de drug te vermijden, stelden Cohles oversten hem voor vier jaar aan als undercover, tot hij in een psychiatrische instelling werd geplaatst na het neerschieten van drie leden van een drugskartel en zelf gewond te zijn geraakt. Na zijn vrijlating leidde Cohles verzoek voor een andere job tot moordonderzoek bij het CID, waar hij Hart als partner kreeg. |   |                             |                    |                |                  |
| 3 | 3 | The Locked Room             | Cary Joji Fukunaga | Nic Pizzolatto | 26 januari 2014  |
| In 1995 vinden Hart en Cohle de eigenaar van de afgebrande kerk, priester Joel Theriot. Deze vertelt hen dat Dora Lange vaak werd gezien met een man die littekens in zijn gezicht heeft. Ze gaan op zoek naar de man terwijl ze onder druk komen te staan om het onderzoek over te laten aan de speciale eenheid. Hart begint zich opnieuw te binden met Maggie, ondanks haar fascinatie voor Cohle. Hij valt Lisa's nieuwe vriend aan uit jaloezie, wat zijn eigen moraliteit in vraagt stelt. Cohle doorzoekt oude moordzaken die lijken op de zaak Lange. Hij vindt Rianne Olivier, een veronderstelde toevallige dood die overeenkomsten heeft met de moord op Lange. Ze ontdekken dankzij Oliviers grootvader dat ze schoolzat op Light of the Way, een religieuze school die eigendom is van dominee Tuttle, voor ze wegliep met haar vriend Reggie Ledoux. Ledoux was een drugsdealer, meermalig zedendelinquent en voormalig celgenoot van Langes ex-echtgenoot, waarop ze Lange gaan ondervragen over Ledoux. Ze laten de politie uitkijken naar Ledoux, wanneer een lange man met littekens die enkel ondergoed en een gasmasker draagt en een machete bij zich heeft, wordt gezien. In 2012 leggen de interviews van Papania en Gilbough de gebreken van Hart en Cohle bloot, vooral Harts hypocriete kijk op moraliteit en Cohles nihilistische kijk op de wereld. Hart vertelt dat hij ondertussen gescheiden is van Maggie. |   |                             |                    |                |                  |
| 4 | 4 | Who Goes There              | Cary Joji Fukunaga | Nic Pizzolatto | 9 februari 2014  |
| In 1995 ondervragen Cohle en Hart Charlie Lange over zijn voormalige celgenoot, Reggie Ledoux. Lange vertelt hen dat hij Ledoux foto's van Dora heeft getoond en zegt dat een zekere Tyrone Weems een aanwijzing kan zijn. Hart vindt Weems op een raveparty in een opslagplaats en dwingt hem de naam van een motorbende uit Oost-Texas te zeggen waar Ledoux tegenwoordig crystal meth voor maakt, de Iron Crusaders. Cohle, die vroeger nog undercover in de bende heeft gewerkt, neemt ziekteverlof om te infiltreren in de bende. Hij vertelt dat hij zijn stervende vader gaat bezoeken. Ondertussen vertelt Lisa alles over haar affaire met Hart aan diens vrouw Maggie. Wanneer Hart thuiskomt, is zijn gezin weg en staan zijn koffers klaar. Hij probeert op Maggies werk met haar te praten, maar wordt verhinderd door de security. Cohle komt hem halen. Cohle gaat naar de verblijfplaats van de Iron Crusaders, waar hij vertelt dat hij een voormalig security was bij een Mexicaans drugskartel. Hij heeft cocaïne vanuit de bewijsmaterialen van de politie meegenomen om zijn dekmantel kracht bij te zetten. Hij onderhandelt met zijn contactpersoon Ginger dat als er een deal gesloten wordt met de maker van de meth voor de bende, hij Ginger zal helpen een drugspand te overvallen. Vermomd als politie overvallen ze het huis, waarbij ze een van de bewoners neerschieten en de buurt op stelten zetten. Met de echte politie op komst, helpt Cohle Ginger weg bij het huis en belt Hart, die hen ophaalt voor de politie arriveert. In 2012 beginnen Papania en Gilbough te twijfelen over het onderzoek. Ze stellen het ziekteverlof van Cohle in vraag, aangezien er nergens bewijs werd gevonden dat Cohles vader in het hospitaal lag. Cohle vertelt hen over zijn vader, terwijl Hart doet alsof hij van niets weet. |   |                             |                    |                |                  |
| 5 | 5 | The Secret Fate of All Life | Cary Joji Fukunaga | Nic Pizzolatto | 16 februari 2014 |
| In 1995 ontmoeten Ginger en Cohle - die nog steeds undercover is - DeWall, een partner van Ledoux, in een bar. DeWall weigert een drugsdeal met Cohle die hem een ontmoeting met Ledoux zou opleveren, maar Hart volgt DeWall wanneer die vertrekt. Hart laat Cohle weten waar hij is en ze ontmoeten elkaar bij DeWalls truck in de bosjes. Cohle leidt hen naar de schuilplaats, waarbij ze verborgen explosieven moeten ontwijken die zijn geplaatst om indringers tegen te houden. In het huis vinden ze Ledoux en Hart leidt hem naar buiten waar hij hem handboeien omdoet. Cohle richt zijn wapen op DeWall, die uit het methlab komt. Wanneer Hart het huis verder doorzoekt vindt hij twee gevangengenomen kinderen, die in weerzinwekkende omstandigheden leven. Uitzinnig van woede stormt hij weer naar buiten en schiet Ledoux door het hoofd. DeWall vlucht maar wordt gedood door een van de explosieven. Cohle doet Ledoux de handboeien af en schiet een machinegeweer leeg zodat de tuin vol kogelhulzen komt te liggen. Als ze later verhoord worden vertellen ze elk apart hetzelfde verhaal, dat ze een vuurgevecht overleefd hebben. Een van de kinderen is dood maar het andere overleeft het. Hart en Cohle worden als helden onthaald en krijgen promotie. Tegen 2002 is Hart weer teruggekeerd bij zijn gezin en heeft Cohle een vriendin. Cohle is ondertussen een vermaard ondervrager en krijgt de opdracht een overvaller die twee mensen vermoordde onder invloed van PCP, te doen bekennen. De man zegt Cohle te kennen van de zaak uit 1995 en verklaart dat Ledoux niet de gezochte moordenaar was. De echte dader had hoge connecties en hij zegt zelf gehoord te hebben van de Gele Koning. Dit gegeven is niet bekend geraakt bij het publiek. Cohle begint de man te slaan, maar wordt tegengehouden. Wanneer hij later terugkeert met Hart blijkt de man zelfmoord te hebben gepleegd nadat hij een telefoontje kreeg - zogezegd van zijn advocaat - vanuit een publieke telefooncel in the middle of nowhere. Cohle gaat terug naar de verlaten religieuze school, waar hij tientallen twijgwerkjes en tekeningen op de muren vindt. In 2012 vertellen Papania en Gilbough aan Hart dat ze Cohle verdenken achter de moorden te zitten, aangezien hij altijd de volgende aanwijzing vond. Cohle werd gezien tussen de toeschouwers van een afgespannen moordplek in Lake Charles die verdacht veel overeenkomsten heeft met de zaak Dora Lange. Hij wordt ook gezien als belanghebbend persoon van de verdachte dood van dominee Tuttle twee jaar eerder. Cohle verlaat de verhoorkamer wanneer hij beschuldigd wordt. Hart wordt gevraagd wat er precies gebeurde tussen hem en Cohle in 2002. |   |                             |                    |                |                  |
| 6 | 6 | Haunted Houses              | Cary Joji Fukunaga | Nic Pizzolatto | 23 februari 2014 |
| In 2002 onderzoekt Cohle een reeks verdwijningen van vrouwen en kinderen over gans de staat Louisiana. Hij zoekt Joel Theriot opnieuw op, een voormalig priester die in een school van Tuttle werkte. Theriot vertelt dat de school een geval van kindermisbruik in de doofpot stak. Cohle ontmoet Kelly, het meisje dat in de schuur van Reggie Ledoux werd gevonden in 1995. Hij vraagt haar of er een derde persoon bij haar gevangenschap betrokken was. Ze beschrijft een grote man met littekens, en begint te schreeuwen wanneer Cohle naar zijn gezicht vraagt. Cohle wordt berispt, maar gaat door met het onderzoek en zoekt dominee Tuttle op, op zoek naar reacties. Hierdoor wordt hij voor een tijd geschorst. Ondertussen ontmoet Hart Beth, een voormalige prostituee uit hetzelfde trailerpark als Dora Lange, en begint een affaire met haar. Een achterdochtige Maggie vindt foto's van Beth op de gsm van Hart. Ze verleidt een dronken Cohle bij hem thuis, die razend wordt als hij ontdekt dat Maggie wraak wil nemen op haar man. Maggie vertelt dit aan Hart, die Cohle aanvalt op de parking van het politiebureau. Cohle neemt vlak daarna ontslag. In 2012 verlaat Hart het verhoor als het hem duidelijk wordt dat Papania en Gilbough Cohle verdenken of erin willen luizen. Ook Maggie wordt verhoord. Wanneer ze vragen waarom ze van Hart scheidde, zegt ze dat het door zijn affaires kwam. Wanneer ze naar Cohle vragen, beschrijft ze hem als een integer persoon. Ondertussen ontmoet Hart Cohle voor het eerst in tien jaar. Cohle vraagt Hart om hem een biertje te trakteren. Als Cohle terug in zijn wagen stapt, laadt Hart zijn revolver. |   |                             |                    |                |                  |
| 7 | 7 | After You've Gone           | Cary Joji Fukunaga | Nic Pizzolatto | 2 maart 2014     |
| Cohle probeert Hart te overhalen hem te helpen zoeken naar de man met de littekens in het gezicht. Hij herinnert Hart eraan dat hij, net als Cohle, een morele schuld te vereffenen heeft voor wat plaatsvond in 1995. Hij neemt Hart mee naar een opslagplaats waar hij de voorbije twee jaar onderzoek heeft gevoerd. De moorden hebben overeenkomsten met de tradities van Courir de Mardi Gras, Santería en voudon. Hij toont bewijzen dat Tuttle en nog anderen verantwoordelijk zijn voor de verdwijning van tientallen vrouwen en kinderen sinds de jaren 80. Cohle geeft toe dat hij in de huizen van Tuttle inbrak om bewijs te verzamelen. Hij vond foto's en een videotape waarop de rituele offering van Marie Fontenot is vastgelegd. Hij ontkent Tuttle vermoord te hebben, maar hij denkt dat anderen dachten dat Tuttle gechanteerd ging worden met de bewijsmaterialen en hem vermoord hebben om dit te voorkomen. Hart vindt een ver familielid van Reggie en DeWall Ledoux. Deze bevestigt dat de twee connecties hadden met een man die littekens in het gezicht heeft. Hij brengt Hart op het spoor van de voormalige huishoudster van Tuttles vader toen de familie Tuttle nog in het district Vermilion woonde. Ze herinnert zich een jongen met littekens, een buitenechtelijk kleinkind van Sam Tuttles "andere" familie, Childress. Hart ontdekt ook dat de deputy van Vermilion die aanvankelijk Marie Fontenots verdwijning behandelde Steve Geraci is, een oude vriend van hem, en een oude vijand van Cohle. Geraci sloot het onderzoek in '95 af en is ondertussen sheriff. Hart zoekt Geraci op en concludeert dat de ontvoering van Marie Fontenot verborgen werd door de toenmalige sheriff van Vermilion, Ted Childress. Hart en Cohle kidnappen Geraci om hem details over de zaak af te dwingen. Ondertussen zijn Papania en Gilbough verloren gereden. Ze zijn op zoek naar de landelijke kerk die Cohle tijdens zijn verhoor vermeldde. Ze vragen de weg aan een man die het gras aan het maaien is op een kerkhof. Hoewel ze onder de indruk zijn van zijn kennis van de omgeving, valt het Papania niet op dat de man littekens in zijn gezicht heeft vooraleer ze doorrijden. De man mompelt dat zijn familie al heel lang in de buurt woont. |   |                             |                    |                |                  |
| 8 | 8 | Form and Void               | Cary Joji Fukunaga | Nic Pizzolatto | 9 maart 2014     |
| De moordenaar met het gehavende gezicht woont in een groot, rommelig huis. Hij heeft geregeld seks met zijn verstandelijk beperkte halfzus. Hij spuit zijn filosofieën in verschillende stemmen en accenten. Hij bewaart het lijk van zijn vader in een schuur in de tuin. Hij wordt ook getoond terwijl hij een school aan het schilderen is, waar hij een paar meisjes in het oog houdt en oogcontact maakt met een jongetje. Cohle en Hart ondervragen Geraci en tonen hem de tape met de offering van Marie Fontenot. Ze komen te weten dat de sheriff ten tijde van Maries verdwijning Childress heette, en haar verdwijning in de doofpot stak. Het onderzoek loopt vast tot Hart ontdekt dat het "spaghetti-monster met groene oren" zijn groene oren misschien te danken heeft aan het gebruik van verf. Ze zoeken naar huizen die in die periode geschilderd werden en komen op het spoor van een zaak die "Childress and Son" heette en een man met littekens tewerkstelde. Via belastingaangiftes komen ze aan het adres van William Childress, de eigenaar van de zaak. Cohle herkent het huis meteen als dat van de moordenaar. Errol Childress, de man met de littekens, vlucht en wordt achtervolgd door Cohle naar een groot overgroeid labyrint in het bos: Carcosa. Hart belt in het huis naar Papania en Gilbough en zet de achtervolging in. In het midden van het labyrint krijgt Cohle een hallucinatie en wordt aangevallen door Errol. Na een kort gevecht, waarbij Cohle wordt neergestoken in de buik en Hart een bijltje in de borst krijgt, schiet Cohle uiteindelijk Errol door het hoofd. Na een lang verblijf in het hospitaal, bekomen de twee mannen van hun verwondingen. Hart krijgt bezoek van Maggie en hun dochters. Hart rijdt Cohle met de rolstoel naar de parking, waar Cohle vertelt dat toen hij in coma lag, hij de nabijheid van zijn dochter en vader voelde. Hij ziet het leven voor het eerst echt zitten. Hij beschrijft een universele strijd tussen licht en donker. Kijkend naar de nachtelijke hemel, zegt Hart dat het donker veel meer ruimte inneemt. Cohle besluit: "In het begin was er enkel duisternis. Als je het mij vraagt, is het licht aan de winnende hand." |   |                             |                    |                |                  |

## Seizoen 2
Het tweede seizoen speelt zich af in Californië maar laat steden zoals Los Angeles links liggen en geeft een minder bekend gebied van de staat weer. Nic Pizzolatto was opnieuw de scriptschrijver voor het hele seizoen, dat opnieuw uit 8 afleveringen bestaat. De nieuwe hoofdrolspelers zijn Colin Farrell en Vince Vaughn.

### Rolverdeling
- Colin Farrell als rechercheur Ray Velcoro
- Rachel McAdams als rechercheur Antigone "Ani" Bezzerides
- Taylor Kitsch als agent Paul Woodrugh
- Vince Vaughn als Frank Semyon
- Kelly Reilly als Jordan Semyon
- Ritchie Coster als burgemeester Austin Chessani
- Afemo Omilami als kapitein Holloway
- Michael Irby als rechercheur Elvis Ilinca
- Leven Rambin als Athena Bezzerides
- Abigail Spencer als Gena Brune
- Lolita Davidovich als Cynthia Woodrugh
- James Frain als luitenant Kevin Burris
- Riley Smith als Steve Mercer
- Adria Arjona als Emily
- Michael Hyatt als Katherine Davis
- Yara Martinez als Felicia
- Christian Campbell als Richard Brune
- Jon Lindstrom als Glenn Ellinger
- Emily Rios als Betty Chessani
- Timothy Murphy als Osip Agronov
- David Morse als Eliot Bezzerides

### Afleveringen
| Nr. | # | Titel                        | Regisseur        | Schrijver(s)                  | Datum uitzending |
| --- | - | ---------------------------- | ---------------- | ----------------------------- | ---------------- |
| 9 | 1 | The Western Book of the Dead | Justin Lin       | Nic Pizzolatto                | 21 juni 2015     |
| Vinci, Californië is een klein maar welvarend industriestadje vlak bij Los Angeles. De stadssecretaris Ben Caspere verdwijnt de dag voordat hij de plannen voor een nieuwe hogesnelheidslijn moet voorstellen. De zakenpartner van Caspere, Frank Semyon, is gedwongen de presentatie op zich te nemen, met aanwezigheid van verschillende maffiosi, die in feite Vinci leiden. Rechercheur Ray Velcoro van het Vinci Police Department bezoekt de pestkop van zijn zoontje Chad, wiens vader hij in elkaar slaat. Velcoro vecht om het hoederecht over zijn zoon met zijn ex-vrouw. Uit flashbacks blijkt dat Chad verwekt is door een verkrachting en dat Semyon de verkrachter van Velcoro's vrouw aan Velcoro doorspeelde. Velcoro voert nu en dan een klus uit in opdracht van Semyon. Rechercheur van Ventura County, Antigone "Ani" Bezzerides valt binnen in een vermoedelijk prostitutienetwerk, maar het blijkt een legaal webcam-bedrijf te zijn. Een van de webcamgirls is haar zuster Athena. Later, wanneer ze op zoek is naar een vermiste vrouw, leidt het spoor naar dier laatste werkplaats. Het is een spirituele retraite, gerund door haar eigen vader. De excentrieke man heeft duidelijk zijn handen van zijn dochters leven afgehaald. Een derde agent, Paul Woodrugh van de wegpolitie, wordt op betaald verlof gestuurd nadat een vrouwelijke chauffeur hem ervan beschuldigt om orale seks gevraagd te hebben. Woodrugh ontkent dit. Hij blijkt erectiestoornissen te hebben. Wanneer hij stoom aflaat door met zijn motor te gaan rijden, ontdekt hij het lijk van Caspere op een bank naast de weg. Zijn ogen zijn weggebrand door een zuur en hij heeft een grote wond in de schaamstreek. Ook Velcoro en Bezzerides worden bij de plaats delict gehaald, om de redenen van de moord op Caspere te achterhalen. |   |                              |                  |                               |                  |
| 10 | 2 | Night Finds You              | Justin Lin       | Nic Pizzolatto                | 28 juni 2015     |
| Weeklagend over het nieuws van Caspere's dood, vraagt Semyon zich af hoe hij zijn financiële problemen moet oplossen. Tijdens de autopsie vernemen Ani, Velcoro en Woodrugh dat Caspere werd gemarteld om informatie te verkrijgen en opzettelijk op de bank waar hij werd gevonden geplaatst. De staatsrecherche gelooft nog steeds in de geruchten over eventueel gemaakte deals over de aanleg van de hogesnelheidslijn en plaatst de drie agenten op de zaak. Semyon ontdekt dat zijn geld werd verduisterd en dat hij meer miljoenen is kwijtgespeeld dan gedacht. Hij besluit op onderzoek uit te gaan met zijn eigen methodes. Een dronken Velcoro komt aan op de plaats van afspraak om zijn zoon op te halen, maar vindt enkel zijn ex-vrouw. Die zegt hem dat zij en haar nieuwe partner voor de volledige voogdij gaan, en ze dreigt met een vaderschapstest indien Velcoro moeilijk gaat doen. Woodrugh bezoekt zijn moeder Nancy alvorens zich op het onderzoek te storten. Woodrugh en zijn moeder zijn duidelijk vervreemd van elkaar, en Woodrughs vriendin Emily verdenkt hem ervan haar te bedriegen. Na een korte woordenwisseling zegt Emily tegen Woodrugh om niet meer terug te komen. Velcoro vermoedt dat er niet verwacht wordt van hem en Ani dat de zaak opgelost wordt. Nadat Ani hem afzet, gaat Velcoro naar een bar, waar Semyon hem opzoekt. Die geeft hem info over een tweede huis dat eigendom was van Caspere. Semyon maant hem op onderzoek te gaan. Wanneer Velcoro in het huis op zoek is naar aanwijzingen, verschijnt er een persoon met een ravenmasker die Velcoro twee keer in de buik schiet met een shotgun, waarvan één keer van dichtbij. |   |                              |                  |                               |                  |
| 11 | 3 | Maybe Tomorrow               | Janus Metz       | Nic Pizzolatto                | 5 juli 2015      |
| Velcoro heeft een droom over een man, die later zijn vader blijkt te zijn. Ze zitten in een bar waarbij Velcoro zijn eigen verwondingen ziet van de schoten in zijn buik. Zijn vader vertelt hem over een visioen waarbij hij uit een bos komt gerend en wordt doodgeschoten. Velcoro komt weer bij, en blijkt te zijn neergeschoten met rubberkogels. Hij houdt er enkele gebroken ribben aan over. Hij zoekt zijn drankverslaafde vader op en geeft hem cannabis om hem te helpen met slapen. Semyon krijgt voor de eerste keer last van erectiestoornissen wanneer zijn vrouw Jordan hem oraal bevredigt om IVF te kunnen toepassen, wat hij als onnatuurlijk beschouwt. Ani en Woodrugh onderzoeken de mogelijke link tussen burgemeester Chessani en de moord op Caspere door naar de burgemeester zijn huis te gaan. Daar ontmoeten ze Chessani's dronken jonge vrouw en problematische zoon, tot grote woede van Chessani zelf, die dreigt Ani en Woodrugh te laten ontslaan. Semyon zoekt een oude zakenpartner op die reeds zijn schulden betaald heeft, maar eist meer kapitaal in ruil voor nieuwe gunsten. Daarna spreekt hij af met Osip, die zegt af te zien van de deal. Nog later blijkt een van zijn zakenpartners te zijn vermoord. Woodrugh spreekt af met een oude vriend uit het leger, die hem herinnert aan hun homoseksuele ervaringen tijdens de oorlog. Woodrugh duwt hem op de grond en gaat weg. Later gebruikt Woodrugh een homoseksuele escort om in de club van Danny Santos te geraken, waar hij Semyon letterlijk tegen het lijf loopt. Semyon vraagt Santos en de andere gangsters wie er achter hem aan zit door zijn zakenpartners te doden. Santos zegt Semyon hem niet meer te respecteren en te gehoorzamen, wat in een gevecht ontaardt. Semyon trekt met een tang Santos' gouden tanden uit. Wanneer Ani en Velcoro iets drinken bij hem thuis, zoekt Velcoro's ex-vrouw Alicia hem op. Ze vertelt hem dat de staatspolitie onderzoek naar hem voert op verdenking van corruptie en de aanval op haar aanrander. Ani luistert het gesprek af aan de deur. Alicia wil Velcoro tienduizend dollar betalen om de strijd om het hoederecht op te geven, wat hij weigert. Later voeren ze onderzoek op een filmset vanwaar laatst de auto die gebruikt werd om Caspere te vervoeren werd gestolen. Wanneer ze een jongeman met een verleden als autodief thuis opzoeken steekt een gemaskerde man hun wagen in brand. Tijdens de achtervolging wordt Ani bijna overreden door een vrachtwagen, maar Velcoro kan haar opzij duwen. Velcoro vraagt haar te vertellen wat de staatspolitie over hem weet. Ani verklaart van niets te weten. |   |                              |                  |                               |                  |
| 12 | 4 | Down Will Come               | Jeremy Podeswa   | Nic Pizzolatto & Scott Lasser | 12 juli 2015     |
| Semyon probeert zijn imperium weer op te bouwen door opnieuw eigenaar te worden van zijn oude club en eigendommen die ooit van hem waren. Hij sluit een deal met drugsdealers om zo zijn verloren geld terug te krijgen. Ani en Velcoro onderzoeken de handelingen van Caspere. Dit leidt hen naar uitgestrekte landerijen die blijkbaar zwaar vervuild zijn door het jarenlang dumpen van zware metalen tijdens de mijnbouw. Een bezoek aan de commune die geleid wordt door Ani's vader leert hen dat Chessani, Caspere en Caspere's psychiater Pitlor samen jarenlang zaken hebben gedaan, wat Velcoro doet beseffen dat het staatsonderzoek in Vinci niet zomaar een toneeltje is. Hij waarschuwt Ani dat Chessani niet burgemeester is geworden zonder onder vergelijkbare druk te hebben gestaan in het verleden, en dat hij niet het hoofd boven water kon houden zonder machtige vrienden of zelf druk uit te voeren. Op haar bureau krijgt Ani te horen dat ze voor onbepaalde tijd geschorst is nadat een ex-collega haar beschuldigt van seksuele intimidatie. Ze vermoedt dat Chessani erachter zit. Ani mag wel aan de speciale opdracht blijven werken. Woodrugh wordt wakker na zijn nacht onderzoek in de hoerenbuurt, en ontdekt dat hij is blijven overnachten bij zijn oude legervriend. Woodrugh weigert een lift en vertrekt, tot hij buiten wordt lastiggevallen door een groep journalisten, die hem vragen naar zijn tijd in Afghanistan. Woodrugh stort zich opnieuw op het onderzoek en volgt een spoor naar een pandjeshuis, waar hij het horloge van Caspere vindt, dat verkocht werd door een prostituee. Velcoro vertelt dit verder aan Semyon. Semyon zegt dat het onwaarschijnlijk is dat dit het juiste spoor is, aangezien zijn medewerker Stan onder dezelfde omstandigheden werd vermoord. Het departement van Vinci wil de zaak afhandelen en Velcoro, Ani en Woodrugh worden er met een team op uit gestuurd om de prostituee en haar pooier op te pakken. Zij lopen in een hinderlaag wanneer het gebouw een methlab blijkt te zijn. De pooier probeert te ontsnappen, maar rijdt met zijn wagen tegen een bus, vlak bij een betoging tegen het treinproject. Hij en zijn bendeleden openen het vuur. Velcoro, Ani en Woodrugh weten de bendeleden uit te schakelen, maar blijven vol afschuw achter bij het aanzicht van de tientallen doden en gewonden bij zowel politie als burgers. |   |                              |                  |                               |                  |
| 13 | 5 | Other Lives                  | John Crowley     | Nic Pizzolatto                | 19 juli 2015     |
| Twee maanden na het vuurgevecht is de speciale eenheid die de moord op Caspere onderzocht ontbonden. Velcoro nam ontslag bij de politie van Vinci en is nu privé-beveiliging van Semyon. Ani is gedegradeerd tot verantwoordelijke van bewijsstukken en moet seminaries bijwonen in verband met de vermeende seksuele intimidatie. Woodrugh is gepromoveerd tot rechercheur en onderzoekt verzekeringsfraude. Semyon zocht McCandless op, om hem te chanteren en hem weer betrokken te laten raken in het spoorwegproject. McCandless vraagt in ruil wel Caspere's harde schijf, die werd gestolen op de avond dat Velcoro werd neergeschoten. Semyon beveelt Velcoro om zijn zakenpartner Blake te schaduwen, aangezien hij die niet meer vertrouwt. Velcoro ziet Blake en Tony Chessani drie meisjes oppikken bij de kliniek van Pitlor en hen dan naar Semyon's rivaal Osip brengen. Ondertussen vindt Ani een link tussen het verdwenen meisje Vera en de blauwe diamanten uit Casperes kluis. Dit zorgt ervoor dat Katherine Davis het onderzoek heropent, maar onder het voorwendsel dat men op zoek is naar Irina Rulfo. Davis vermoedt dat Chessani en senator Geldof Caspere erin geluisd hebben. Velcoro wil enkel meewerken wanneer Davis hem belooft te helpen met de voogdij over zijn zoon. Ze vertelt hem dat de aanrander van Velcoro's ex zes weken geleden is opgepakt. Zo realiseert Velcoro zich dat de tip die hij destijds van Semyon kreeg een hinderlaag was om hem te corrumperen. Woodrugh ontdekt dat Dixon op zoek was naar de diamanten voordat Caspere werd gevonden. Hierdoor besluiten hij en Ani dat Dixon werd opgedragen door Vinci om het onderzoek te manipuleren. Velcoro zoekt Pitlor op en slaat hem. Zo komt hij te weten dat Caspere en Chessani zaken deden door invloedrijke mannen te linken aan prostituees op privé-feestjes, om hen zo te kunnen chanteren. Ani vraagt haar zus Athena om op zo'n feestje binnen te geraken. Later ontdekken Ani en Woodrugh via een spoor van Ani's ex-partner een schuurtje in de bossen met een bebloede martelstoel in. Velcoro zoekt Semyon bij hem thuis op, zeggend dat ze moeten praten. |   |                              |                  |                               |                  |
| 14 | 6 | Church in Ruins              | Miguel Sapochnik | Nic Pizzolatto & Scott Lasser | 26 juli 2015     |
| Semyon zweert Velcoro dat de informatie die hij destijds kreeg over de aanrander van Velcoro's ex-vrouw correct was. Velcoro zoekt later de aanrander op in de gevangenis, en zweert hem te vermoorden. Na een moeilijk bezoek van zijn zoon, dat onder toezicht staat, zoekt Velcoro zijn heil in drank en drugs. Hij belt zijn ex-vrouw op en belooft haar zijn eis over de voogdij te laten vallen als ze zweert nooit te vertellen wie zijn echte vader is. Woodrugh ontdekt dat de diamanten werden gestolen tijdens een roofoverval in 1992, wat hen ontraceerbaar maakt. Semyon gaat op zoek naar Irina, en sluit daarbij een deal met een Mexicaans drugkartel om drugs te verkopen in zijn clubs. Irina belt Semyon op en zegt hem dat ze de spullen van Caspere's huis kreeg van een agent. Semyon spreekt met haar af maar vindt de vermoorde Irina terug op hun afspreekplaats. Ze werd vermoord door de Mexicanen door haar banden met de politie. Ani gaat undercover als haar zus Athena naar een privé-feestje. Op het feestje wordt ze zoals de andere meisjes gedrogeerd. Uit hallucinaties blijkt dat ze als kind werd misbruikt. Woodrugh en Velcoro sluipen het domein op en vangen een gesprek op tussen McCandless en Osip. McCandless zegt tegen Osip dat zijn bijdrage aan het spoorwegproject veel lucratiever was dan die van Semyon. Ze kunnen een bundel contracten stelen uit McCandless' kantoor. Ani vindt Vera op het feest en kan met haar ontsnappen na een bewaker te hebben gedood. Ze worden opgewacht door Woodrugh die hen naar Velcoro en de vluchtauto brengt. Woodrugh kijkt in de gestolen contracten en begint de grootte van waarin ze terechtgekomen zijn te realiseren. |   |                              |                  |                               |                  |
| 15 | 7 | Black Maps and Motel Rooms   | Daniel Attias    | Nic Pizzolatto                | 2 augustus 2015  |
| De groep hergroepeert zich in een motel om zo Ani en Vera te laten bekomen van de drugs die hen toegediend werden. Velcoro en Woodrugh nemen de documenten door die Catalyst en McCandless linken aan Osip. 's Morgens brengen Woodrugh en Ani hun familie in veiligheid wanneer Velcoro verslag uitbrengt aan Semyon. Velcoro wil bewijzen tonen aan Davis maar vindt haar dood in haar wagen. Woodrugh ontdekt dat Ani gezocht wordt voor de moord op de bewaker en dat Velcoro verdacht wordt van de moord op Davis. Woodrugh zelf wordt gechanteerd met foto's die gemaakt werden van zijn nacht met zijn oude legervriend. De drie bedenken een theorie dat Holloway, Burris, Dixon en Caspere de rellen in 1992 gebruikten om de diamanten te stelen waarmee ze zich konden inkopen in het bestuur van Vinci. Laura, een kind die wees werd tijdens de overval, spoorde hen op en nam dienst als secretaresse van Caspere. Ze doodde hem nadat hij zijn betrokkenheid bekende. Semyon confronteert Blake met zijn samenwerking met Osip. Blake bekent dat Osip Semyon buitenspel wil zetten met de hulp van Tony Chessani, de zoon van de burgemeester. Tony zal zelf tot burgemeester benoemd worden met de hulp van Osip. Blake bekent ook de moord op Stan. Semyon doodt Blake en regelt vervoer zodat Jordan de stad kan verlaten. Osip heeft de clubs overgenomen en Semyon aanvaardt de job als manager van de clubs. Semyon ontdekt echter een op til zijnde geldtransfer van 12 miljoen van Osip aan Tony Chessani. Hij neemt zijn resterende geld mee en steekt de clubs in brand. Velcoro en Ani brengen samen de nacht door. Woodrugh wordt naar een afspraak gelokt door zijn afperser Holloway. Holloway eist de documenten terug die op het feest werden gestolen. Woodrugh slaat hem bewusteloos en weet de rest van diens team neer te schieten. Wanneer hij weet te ontsnappen, wordt Woodrugh neergeschoten door luitenant Burris. |   |                              |                  |                               |                  |
| 16 | 8 | Omega Station                | John Crowley     | Nic Pizzolatto                | 9 augustus 2015  |
| Semyon overtuigt Jordan om het land te verlaten met zijn laatste trouwe medewerker Nails. Ze spreken af in Venezuela, twee weken later. Semyon vertrekt naar de villa van burgemeester Chessani. Hij vindt het lijk van Chessani in het zwembad. Chessani is vermoord door zijn zoon Tony, die het op zelfmoord wil doen lijken. Velcoro en Ani vernemen het nieuws over de dood van Woodrugh en willen de zaak oplossen. Ze ontdekken dat Laura, de secretaresse van Caspere, en Lenny, de fotograaf van de filmset met de gestolen wagen de weeskinderen zijn van de overval in 1992. In het huis van Lenny vinden ze de vastgeketende Laura en het ravenmasker van de man die Velcoro neerschoot, wat aangeeft dat Lenny Caspere vermoord heeft. Laura zegt dat hij ook van plan is Holloway te vermoorden in het treinstation. Lenny gaat zogezegd de documenten en de harde schijf inwisselen tegen de diamanten. Ani zet Laura op een bus naar Seattle wanneer Velcoro Lenny onderschept in het station. Hij weet Lenny te overtuigen om Holloway in de val te lokken en neemt Lenny's plaats in. Holloway vertelt dat Laura de buitenechtelijke dochter is van Caspere, en dat hun moeder zwanger was van een tweede kind toen ze vermoord werd. Lenny wordt razend en valt Holloway aan, waardoor een vuurgevecht ontstaat tussen Velcoro, Ani, Burris, Holloway en Lenny. Holloway en Lenny worden gedood, de rest weet te ontsnappen. Velcoro en Ani ontmoeten Semyon in een geheime ruimte in Felicia's bar. Velcoro overtuigt Ani mee te vluchten naar Venezuela, hijzelf en Semyon plannen een aanval op Osip. Ze doden Osip en McCandless en stelen de 12 miljoen. Op hun weg terug lopen ze beiden in een hinderlaag. Semyon wordt ontvoerd en naar de woestijn gebracht door de Mexicaanse kartelleden met wie hij een afspraak had om in zijn bars te werken, Velcoro zoekt zijn zoon een laatste keer op op school maar wordt opgemerkt door de politie, die een zender aan zijn wagen bevestigen. Semyon betaalt de Mexicanen uit maar weigert zijn pak af te geven, omdat daar de diamanten in zitten. Hij wordt neergestoken en achtergelaten. Hij probeert te voet terug te keren maar sterft onderweg. Velcoro is in de bossen op de vlucht voor de politie terwijl hij een boodschap inspreekt voor zijn zoon. Hij gaat de confrontatie aan met de politie, maar wordt neergeschoten door Burris en zijn mannen. In de epiloog wordt Tony Chessani aangesteld als burgemeester, Geldof wordt verkozen tot gouverneur en gaat het spoorwegproject in uitvoering. Velcoro wordt herinnerd als een politiemoordenaar en uit de vaderschapstest die Gena liet afnemen blijkt dat Velcoro wel degelijk de biologische vader is van Chad. Een nieuwe snelweg wordt als eerbetoon vernoemd naar Woodrugh. In Venezuela blijkt dat Ani bevallen is van Velcoro's tweede zoon, en samenleeft met Jordan en Nails. Ze ontmoet de journalist die aangevallen werd door Velcoro en geeft hem al de bewijzen over de zaak Caspere, voor ze samen met Jordan, Nails en haar zoon in de massa verdwijnt. |   |                              |                  |                               |                  |

## Seizoen 3
Het derde seizoen speelt zich af in het noordwesten van Arkansas. Het seizoen zal zich afspelen in drie verschillende tijdsperiodes. Nic Pizzolatto was opnieuw de scriptschrijver voor het hele seizoen, dat opnieuw uit 8 afleveringen bestaat. De nieuwe hoofdrolspelers zijn Mahershala Ali en Carmen Ejogo.

### Rolverdeling
- Mahershala Ali als rechercheur Wayne Hays
- Carmen Ejogo als Amelia Reardon
- Stephen Dorff als rechercheur Roland West
- Scoot McNairy als Tom Purcell
- Ray Fisher als Henry Hays
- Sarah Gadon als Elisa Montgomery
- Brett Cullen als Gerald Kindt
- Mamie Gummer als Lucy Purcell
- Michael Greyeyes als Brett Woodard
- Jon Tenney als Alan Jones
- Rhys Wakefield als Freddy Burns
- Emily Nelson als Margaret
- Scott Shepherd als Harris James
- Josh Hopkins als Jim Dobkins
- James MacDonald als hoofdinspecteur Blevins
- Michael Broderick als speciaal agent John Bowen
- Tim Griffin als speciaal agent Burt Diller
- Brien Oerly als Eddie
- Bea Santos als Julie Purcell
- Myk Watford als rechercheur Morelli
- Gareth Williams als commissaris Warren
- Brandon Flynn als Ryan Peters
- David Stanbra als rechercheur Segar
- Richard Meehan als Frankie Boyle
- Bill Kelly als rechercheur Hobbs
- Michael Graziadei als Dan O'Brien
- Corbin Pitts als Mike Ardoin
- Michael Rooker als Edward Hoyt
- Deborah Ayorinde als Rebecca Hays
- Jodi Balfour als Lori

### Afleveringen
| Nr. | # | Titel                           | Regisseur       | Schrijver(s)                  | Datum uitzending |
| --- | - | ------------------------------- | --------------- | ----------------------------- | ---------------- |
| 17 | 1 | The Great War and Modern Memory | Jeremy Saulnier | Nic Pizzolatto                | 13 januari 2019  |
| Er zijn drie met elkaar verweven tijdlijnen in 1980, 1990 en 2015. In 1980 vertellen Will en Julie Purcell hun vader dat ze naar een speeltuin gaan om hun schoolvriendje Ronnie Boyle te ontmoeten, maar ze keren niet meer terug. Rechercheur Wayne Hays en zijn partner Roland West organiseren een zoektocht. Hays is een zwarte Vietnamveteraan die als spoorzoeker opereerde. De ouders van Will en Julie, Tom en Lucy, hebben geen gelukkig huwelijk. Hays en West doorzoeken hun huis en vinden pornografische tijdschriften onder Will's matras en een gat in Will's kast die Julie's kamer inkijkt. Ze horen dat Lucy's neef eerder tijdens een familiebezoek in Will's kamer verbleef terwijl Will op de bank sliep. Hays ontmoet Will's lerares Engels, Amelia Reardon. Met behulp van zijn spoorzoekvaardigheden vindt hij Will's lichaam in een grot, met zijn vingers als in gebed met elkaar verbonden. In 1990 wordt de onopgeloste zaak heropend. Hays wordt geïnformeerd dat Julie Purcell nog leeft. Haar vingerafdrukken werden gevonden na een inbraak in een apotheek. In 2015 is Amelia overleden en wordt Hays geïnterviewd voor een reality-misdaadprogramma. |   |                                 |                 |                               |                  |
| 18 | 2 | Kiss Tomorrow Goodbye           | Jeremy Saulnier | Nic Pizzolatto                | 13 januari 2019  |
| In 1980 suggereren de ouders van Tom vlak na de begrafenis van Will dat Tom misschien niet de vader van Julie is. Hays en West proberen de bron te vinden van enkele stropoppen die in de buurt van Will's lichaam zijn gevonden. Een student meldt dat Julie Purcell er eentje heeft gekregen tijdens trick-or-treat op Halloween een week eerder. De Purcells ontvangen een anoniem bericht waarin staat dat alles in orde is me Julie, maar dat ze haar niet mogen zoeken. In 1990 zijn Wayne en Amelia getrouwd. Amelia heeft een boek geschreven over de Purcell-zaak, dat een bestseller wordt. |   |                                 |                 |                               |                  |
| 19 | 3 | The Big Never                   | Daniel Sackheim | Nic Pizzolatto                | 20 januari 2019  |
| Hays vraagt zich af waarom de Purcell-kinderen logen over het voornemen om hun vriendje Ronnie Boyle te ontmoeten. Ze deden alsof ze hem regelmatig zagen. Hays en West interviewen een boer, die beweert dat hij al met de politie heeft gesproken. Hij meldt dat hij de Purcell-kinderen regelmatig het bos in zag gaan. Hij meldt dat hij een bruine auto heeft gezien met een zwarte man en een blanke vrouw. Hays en West ontdekken dat de kinderen een tas van Hoyt Foods hadden, een kippenverwerkingsfabriek waar Lucy heeft gewerkt. Hoyt Foods financiert een liefdadigheidsinstelling voor kinderen die een beloning biedt voor informatie over de verdwijning van de kinderen. De Inheemse Amerikaan Brett Woodard wordt geslagen door de lokale bevolking die denkt dat hij verantwoordelijk is voor de verdwijning van de kinderen. In het Purcell-huis vindt Hays een fotoalbum met een foto van Will die werd genomen tijdens zijn eerste communie, met zijn vingers in elkaar en zijn ogen gesloten. In 1990 vraagt West aan Hays om zich bij zijn heropende onderzoek naar de zaak aan te sluiten. In 2015 lijdt Hays aan beginnende dementie, wat geheugenverlies en hallucinaties veroorzaakt. Hij wordt nog steeds geïnterviewd voor het televisieprogramma. De interviewer, Elisa, vraagt waarom de bruine auto die door de boer werd gezien nooit in het politierapport werd vermeld. |   |                                 |                 |                               |                  |
| 20 | 4 | The Hour and the Day            | Nic Pizzolatto  | Nic Pizzolatto & David Milch  | 27 januari 2019  |
| In 1980 ondervragen Hays en West de katholieke priester over de communiefoto van Will Purcell. De priester maakt de foto's van alle eerste communicanten, maar Will is de enige met gesloten ogen. De priester vertelt Hays en West dat de Purcell-kinderen enthousiast waren over het zien van een tante. Hays en West antwoorden dat de kinderen geen tante hadden. De priester meldt dat de stropoppen zijn gemaakt door een vrouwelijke parochiaan. Deze vertelt hen op haar beurt dat een zwarte man met één oog er op een recente kermis meerdere heeft gekocht, en zei dat ze voor zijn neefjes en nichtjes waren. Ze vinden een man die aan deze beschrijving voldoet, die niet wil meewerken. Hij zegt dat hij de presbyteriaanse kerk bezoekt, niet de katholieke. De priester wil buitengewoon graag de biecht van Hays afnemen. De vingerafdrukken van Freddy Burns, een lokale tiener, zijn te vinden op de fiets van Will Purcell. Hays en West ondervragen hem en bedreigen hem met verkrachting in de gevangenis. Amelia bezoekt Lucy Purcell om haar de schoolprojecten van de kinderen te geven. Lucy zegt dat ze iets verschrikkelijks heeft gedaan, maar wordt boos als Amelia zegt dat ze in vertrouwen met Hays kan praten. De lokale bevolking ziet Brett Woodard met enkele kinderen praten en achtervolgt hem naar zijn huis, waar hij struikeldraden en Claymore-mijnen plaatst en wapens rond zijn huis verspreidt. In 1990 vindt Hays beelden van Julie Purcell op de bewakingsbeelden van de apotheek. West meldt dat Lucy Purcell in 1988 in Las Vegas stierf aan een overdosis. In 2015 toont Elisa een foto aan Hays van het skelet van Dan O'Brien, de neef van Lucy Purcell, die rond 1987 vermist werd. Hays ziet een auto die voor zijn huis staat en denkt dat hij in de gaten wordt gehouden. |   |                                 |                 |                               |                  |
| 21 | 5 | If You Have Ghosts              | Nic Pizzolatto  | Nic Pizzolatto                | 3 februari 2019  |
| In 1980 arriveert de politie op het moment dat de lokale bevolking het huis van Brett Woodard aanvalt. Enkele Claymore-mijnen gaan af en doden een deel van de lokale bevolking. Woodard opent het vuur op de lokale bevolking en politieagenten. Hays weet het huis binnen te dringen en zegt Woodard dat hij zijn geweer moet laten vallen. Woodard zegt Hays te zullen neerschieten na tot drie te hebben geteld, waarop Hays zich gedwongen ziet Woodard neer te schieten. In 1990 lijdt het huwelijk van Hays en Amelia vanwege haar boek over de Purcell-zaak. Na de dood van Woodard werd de verdwijning van Will en Julie Purcell aan hem toegeschreven. De rugzak van Will werd gevonden onder de veranda van Woodard. Hays realiseert zich dat die daar achteraf moet zijn geplaatst, omdat de rugzak onbeschadigd was door de Claymore-mijnexplosie. De oversten van West wilden echter dat Woodard werd veroordeeld. West kan deze informatie niet aan hen tonen zonder dat ze zijn werkgroep hebben gesloten. Tom Purcell doet een oproep op televisie voor Julie om zich te tonen. Een vrouw die indirect beweert Julie Purcell te zijn, belt de politiehotline en zegt dat "Julie Purcell" niet haar echte naam is, en zegt dat de man die zich gedraagt als haar vader haar met rust te laten. Hays en West bezoeken Freddy Burns, die hen vertelt dat Will op zoek was naar zijn zus op de avond dat ze vermist werden. Burns zegt dat Will wilde weten waar ze naartoe gingen. Julie was dus niet alleen. De vingerafdrukken op Will en Julie's speelgoed zijn verdwenen in het dossier. Hays en West interviewen iemand die Julie Purcell herkende op de camerabeelden. De man zegt dat ze zichzelf Mary July noemde, niet wist welk jaar het was en zei dat ze een geheime prinses was uit de roze kamers. In 2015 vertelt Elisa aan Hays dat Harris James, een van de agenten die het Woodard-huis in 1980 onderzocht, in 1990 werd vermist. Hays leest eindelijk Amelia's boek. Uit Amelia's beschrijving van haar bezoek aan Lucy Purcell, realiseert hij zich dat Lucy Purcell het anonieme briefje heeft gestuurd. Hij ziet weer een auto buiten, geparkeerd aan de overkant van de straat. Hays bezoekt West. West is boos op Hays, maar Hays weet niet meer waarom. West belooft Hays te helpen voordat zijn toestand zodanig verergert dat hij niet meer kan functioneren om de zaak op te lossen.                                                                                  |   |                                 |                 |                               |                  |
| 22 | 6 | Hunters in the Dark             | Daniel Sackheim | Graham Gordy & Nic Pizzolatto | 10 februari 2019 |
| In 1990 doorzoeken Hays en West het huis van Tom Purcell en vinden aanwijzingen dat hij een verdoken homoseksueel is. Ze ontdekken dat Harris James sinds mei 1981 bij Hoyt Foods werkt als hoofd beveiliging met een hoog salaris. Hays bezoekt het verlaten Purcell-huis opnieuw en speculeert dat het 'kijkgat' eigenlijk bedoeld was voor het doorgeven van briefjes tussen de kinderen. Dan O'Brien neemt contact op met Hays en West en vraagt om geld in ruil voor informatie. Tom Purcell hoort andere rechercheurs praten over O'Brien en spoort hem op. Hij slaat O'Brien, die zegt te weten wie Lucy de afgelopen tien jaar geld heeft gegeven, om haar stil te houden. Amelia geeft een openbare lezing van haar voltooide boek in een boekwinkel. Een zwarte man met een blind oog vraagt haar of ze weet waar Julie is. Later breekt Tom in in het Hoyt-herenhuis en wordt bekeken door iemand op camerabeeld. Hij komt de kelder binnen en vindt achter een veiligheidsdeur een roze kamer. Harris James benadert hem van achteren. |   |                                 |                 |                               |                  |
| 23 | 7 | The Final Country               | Daniel Sackheim | Nic Pizzolatto                | 17 februari 2019 |
| In 1990 wordt het lichaam van Tom Purcell gevonden, in scène gezet als zelfmoord. De zaak wordt opnieuw geklasseerd. Amelia interviewt een vriendin van Lucy, die een foto heeft van Will en Julie tijdens Halloween, met de stropop. Op de achtergrond zijn twee volwassenen gekleed als spoken. Amelia ontdekt dat Dan O'Brien een zwarte man met één oog ontmoette in een bar waar Lucy werkte. Hays onderzoekt Lucy's telefoongegevens en ontdekt dat ze meerdere keren naar Harris James heeft gebeld voordat ze stierf. James was in Las Vegas in de periode toen Lucy stierf. Het lijkt dat hij haar heeft vermoord. Hays overtuigt West om James te confronteren. Tijdens de ondervraging valt James Hays aan, waardoor West hem doodschiet. Ze begraven zijn lichaam in het bos. West is boos op Hays. Die avond verbrandt Hays zijn kleren en weigert hij zijn vrouw te vertellen waarom. De volgende dag belt Edward Hoyt Hays, met de vraag om de gebeurtenissen van gisteravond te bespreken. Hays stapt in de auto van Hoyt, die wegrijdt. In 2015 suggereert Elisa dat één of beide ouders van Purcell hun kinderen verkochten aan een pedofiel netwerk, die de gevangenneming konden omzeilen door middel van overheidsrelaties op hoog niveau. Elisa zegt dat de zwarte man met één oog Watts heette en vermoedt dat hij een inkoper was voor het pedofiele netwerk. Hays en West ondervragen een voormalige huishoudster van de familie Hoyt, die onthult dat de heer Hoyt een dochter had, Isabel, die in 1977 haar man en dochter verloor bij een ongeluk en er zelf ook bij betrokken was. Ze woonde in de kelder en alleen een zwarte man met één oog, meneer June, mocht haar verzorgen. Hays confronteert de auto voor zijn huis. Hij rijdt weg, maar niet voordat West zijn kentekenplaat fotografeert. |   |                                 |                 |                               |                  |
| 24 | 8 | Now Am Found                    | Daniel Sackheim | Nic Pizzolatto                | 24 februari 2019 |
| In 1980 schreef Amelia een artikel waarin ze de conclusies van de zaak bekritiseerde. De oversten van Hays proberen hem te dwingen een verklaring te schrijven waarin haar artikel wordt verworpen, maar hij weigert en wordt gedegradeerd. Hij probeert het uit te maken met Amelia, maar besluit dan met haar te trouwen. In 1990 bedreigt Edward Hoyt Hays en zegt dat hij beelden heeft van de auto van Harris James die wordt gevolgd door de auto van Hays die de fabriek van Hoyt Foods verlaat, en een GPS-tracker op de pieper Harris James. Amelia en Hays maken ruzie en hij neemt ontslag bij de politie. Hij wordt hoofd campusbeveiliging aan een universiteit en Amelia wordt docent aan dezelfde universiteit. In 2015 breken Hays en West in in het verlaten Hoyt-huis en vinden ze de roze kamer in de kelder. Ze interviewen de vrouw van Harris James, die zegt dat ze werd bezocht door een zwarte man met één oog, Junius genaamd. Ze sporen Junius Watts op, die in de auto voor het huis van Hays zat. Hij geeft toe dat hij de moed probeerde op te brengen om met Hays te praten. Hij legt uit wat er met de Purcell-kinderen is gebeurd. De depressieve Isabel Hoyt zag Julie Purcell op een picknick van Hoyt Foods, en omdat ze merkte dat Julie sterk op haar overleden dochter leek, wilde ze haar weer zien. Watts betaalde Lucy Purcell om Julie onder toezicht van Watts en Will Purcell regelmatig met Isabel te laten spelen in het bos. Isabel stopte echter met het innemen van haar lithiummedicatie en probeerde Julie in te palmen. Will probeerde haar tegen te houden en viel met zijn hoofd op een rots. Harris James betaalde Lucy zodat Isabel Julie mocht houden. Isabel gaf Julie lithium om haar gelukkig te houden. Toen Julie opgroeide, begon ze zich vragen te stellen en Watts hielp haar ontsnappen, maar ze geraakte vermist. Ze zou zogenaamd hiv hebben opgelopen en verbleef daarna een aantal jaren in een klooster. Een vrouw in het klooster toont de grafsteen van Mary July aan Hays en West. Later, tijdens het lezen van een passage uit het boek van Amelia, realiseert Hays zich dat de tuinman van het klooster een klasgenoot van Julie was voordat ze verdween, vermoedend dat zijn dochter Lucy Julie's dochter is en Julie dus nog leeft. Hays rijdt naar hun huis, maar als hij aankomt, kan hij zich niet herinneren waarom hij daar is. Hij vindt de dochter bij haar moeder. De zoon van Hays houdt een briefje bij met het adres. |   |                                 |                 |                               |                  |

## Seizoen 4
Het vierde seizoen speelt zich af in Alaska, onder de titel True Detective: Night Country. Issa López is de scriptschrijfster voor het hele seizoen. De nieuwe hoofdrolspelers zijn Jodie Foster en Kali Reis.

### Rolverdeling
- Jodie Foster als Liz Danvers
- Kali Reis als Evangeline Navarro
- John Hawkes als Hank Prior
- Christopher Eccleston als Ted Connelly
- Fiona Shaw als Rose Aguineau
- Finn Bennett als Peter Prior
- Anna Lambe als Kayla Malee
- Aka Niviâna als Julia
- Isabella LaBlanc als Leah
- Joel Montgrand als Eddie Qavvik